# Machaerina rubiginosa
Machaerina rubiginosa är en halvgräsart som först beskrevs av Spreng., och fick sitt nu gällande namn av Tetsuo Michael Koyama. Machaerina rubiginosa ingår i släktet Machaerina och familjen halvgräs. Inga underarter finns listade i Catalogue of Life.